# Carinaria
Carinaria là một chi ốc biển nổi cỡ trung bình, là động vật thân mềm chân bụng sống ở vùng nước nổi trong họ Carinariidae.

## Các loài
Các loài trong chi Carinaria gồm có:
- Carinaria lamarckii Blainville, 1817[1] - đồng nghĩa: Carinaria australis J. R. C. Quoy & J. P. Gaimard, 1833[cần dẫn nguồn]
- Carinaria mediterranea de Blainville, 1825[2]
- Carinaria pseudorugosa Vayssière, 1904 - đồng nghĩa: Carinaria challengeri Bonnevie, 1920[3] Carinaria lamarcki challengeri Bonnevie, 1920

- Carinaria cithara Benson, 1835 - harp carinaria[cần dẫn nguồn]
  - Carinaria cithara procumbens Tesch, 1906 - hải vực Ấn Độ Dương-Thái Bình Dương, Japan[cần dẫn nguồn]
- Carinaria cristata (Linnaeus, 1767) - hải vực Ấn Độ Dương-Thái Bình Dương[cần dẫn nguồn]
- Carinaria galea Benson, 1835 - helmet carinaria; hải vực Ấn Độ Dương-Thái Bình Dương[cần dẫn nguồn]
- Carinaria japonica Okutani, 1955 - Japan, North Thái Bình Dương[cần dẫn nguồn]

## Hình ảnh

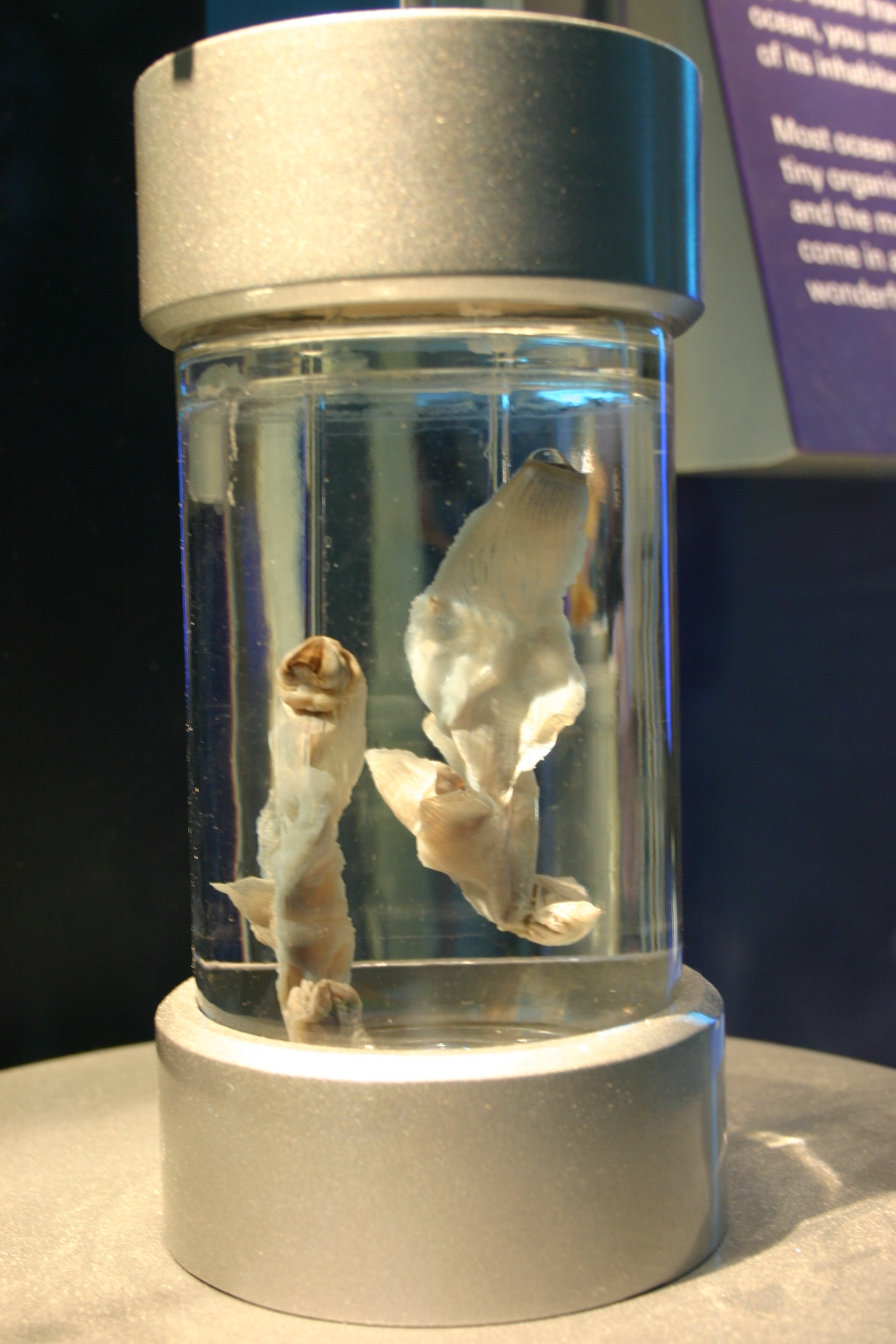